# Jaime de la Jara
Jaime de la Jara Figueroa Temuco, 19 de febrero de 1932-Santiago, 9 de mayo de 2017. Hijo de Darío Arturo de la Jara Arriagada, agricultor y  Teresa Figueroa. Descendiente por línea paterna del Capitán benemérito español Francisco Martínez de la Jara y Villaseñor. Fue un violinista y académico chileno. Obtuvo el Premio a la Música Nacional Presidente de la República en 1999.

## Carrera
Estudió música en su ciudad natal y luego en el Conservatorio Nacional de Música, en Santiago, donde fue alumno de Luis Mutschler y Enrique Iniesta. Entre 1962 y 1963 estudió en la Hochschule für Musik und Tanz Köln, en Colonia, Alemania. En 1975 recibió el título de intérprete musical por el Instituto de Música de la Pontificia Universidad Católica de Chile (PUC).
Integró diversas orquestas, como la Orquesta Sinfónica de Chile (1955-1971), donde llegó a ser ayudante de concertino; la Orquesta de Cámara del Instituto de Música de la PUC, donde fue fundador y su concertino durante quince años (1964-1979); la Orquesta Filarmónica de Bogotá (desde 1980); la Orquesta Filarmónica Municipal de Santiago (1981-1989) y la Orquesta de Cámara de Chile (1990, 1992-1994), en ambas como concertino; y la Orquesta Sinfónica de Baleares en Palma de Mallorca, España (1993-1994).
Además, De la Jara cultivó la música de cámara y fue solista. Fue primer violín del Cuarteto Chile (1966-1984 y 1990-1992), el Cuarteto Latinoamericano (1978-1984) y el Cuarteto Jafe. Realizó la Retrospectiva de la música chilena para violín y piano (1984-1985), además de otros ciclos dedicados a Ludwig van Beethoven (1970) y Johannes Brahms (1971), ambas con la colaboración del pianista Óscar Gacitúa.
También se desempeñó como académico, siendo profesor de la Facultad de Artes de la Universidad de Chile (1962-2014), del Instituto de Música de la PUC (1967-1978), del Instituto de Música de la Universidad de Concepción (1977-1989) y del Conservatorio de Música de la Universidad Austral (1989), y fue profesor visitante en Bogotá (1980), Centroamérica (1981), y en el Conservatorio de Palma de Mallorca (1993).

## Premios y reconocimientos
Recibió el Premio CRAV en la especialidad música chilena (1966), el Premio de la Crítica del Círculo de Periodistas (1978) y el Premio a la Música Nacional Presidente de la República en la categoría de música docta (1999).

## Vida personal
Casado con Marta Fuentes, tuvo cuatro hijos: Felipe, Cristián, Jaime y Marta